# Vasily Volsky
Vasily Timofeyevich Volsky (russo: Василий Тимофеевич Вольский) (província de Tula, Rússia, 10 de Março de 1897 - Moscovo, União Soviética, 22 de Fevereiro de 1946) foi um general das forças de tanques soviéticos.
Entre e 1939-1941, Volsky chefiou a Academia de Mecanização e Motorização da União Soviética. É nomeado comandante do 4.º Corpo Mecanizado onde esteve à frente durante a Batalha de Estalingrado, no final de 1942. De início, Volsky estava céptico sobre da Operação Urano, chegando ao ponto de escrever uma carta pessoal a Joseph Stalin "como um bom comunista" alertando-o de que o ataque poderia fracassar. Depois de uma reunião com Estaline, Volsky decidiu não entregar a carta e o seu Corpo apoiou no cerco e destruição do exército romeno comandada por Gebele.
Durante 1943, Volsky comandou o 3.º Corpo de Guarda de Tanques; em 1944, promovido a coronel-general, foi nomeado comandante do 5.º Exército dos Guardas de Tanques, substituindo Pavel Rotmistrov.
Em Março de 1945, Volsky é hospitalizado com tuberculose, morrendo em 22 de Fevereiro de 1946 em Moscovo.

## Bibliogragia
BEEVOR, Anthony. Stalingrad: The Faithful Siege (1999)